# Кохання мало статися
Кохання мало статися — драма 1998 року.

## Сюжет
Наш фільм розповідає сумну історію любові молодої красуні Санджани. Санджана живе в Парижі і заручена з Рахулом. Під час ділової поїздки до Індії Рахул зустрічає і несподівано для себе закохується в свою нову знайому. Цей поцілунок любові наповнює щастям життя Рахула і він вирішує розірвати змовини з Санджай. Але дівчина не здається і вирішує вирушити до Індії рятувати свою любов. На цьому важкому шляху їй доведеться зустріти немало випробувань. І першим великим випробуванням буде для Санджай зустріч і відносини, що виникли із злодієм Шекхаром.